# Пролетарск (Лисичанск)
Пролетарск (укр. Пролетарськ) — бывший город на Украине, вошедший в 1965 году в черту города Лисичанска.

## Образование
В начале 1930-х годов был образован рабочий посёлок при стекольном заводе Пролетарий. 28 октября 1938 года рабочий посёлок стал городом Пролетарском. Был центром добычи угля и стекольной промышленности.
4 января 1965 года город Пролетарск вместе с городом Верхнее был включён в состав города Лисичанска.

## Население
| 1939   | 1959   |
| ------ | ------ |
| 24 839 | 26 095 |